# Melitaea rama
Melitaea rama är en fjärilsart som beskrevs av Higgins 1941. Melitaea rama ingår i släktet Melitaea och familjen praktfjärilar. Inga underarter finns listade i Catalogue of Life.